# Kraljevina Himjar
Kraljevina Himjar ili samo Himjar (arapski: مملكة حِمْيَر), za antike su Grci i Rimljani zvali Homersko kraljevstvo, prostiralo se na jugozapadu Jemena. Korijeni ovog kraljevstva sežu do 110. pr. Kr. Sjedište ovog kraljevstva bio je grad Zafar, pred kraj je to postala Sana. Kraljevina Himjar uspjela je osvojiti susjedna kraljevstva; Saba oko 25. pr. Kr., Kataban oko 200. i Hadramaut oko 300. Himjar je bio u vječnim borbama i mirenjima sa susjednom Sabom s različitim ishodima, - sve je to prekinuto oko 280. godine, kad je Himjar napokon konačno zauzeo Sabejsko kraljevstvo.

## Povijest
Kraljevina Himjar bila je dominantna država Južne Arabije sve do 525. Gospodarstvo ove kraljevine temeljilo se na robovlasničkoj  poljoprivredi i trgovini egzotičnim robama (tamjan, smirna, slonova kost, zlato i robovi). Himjar koji se prostirao na rogu Južne Arabije, kontrolirao je pomorski put Crvenim Morem, a ono je povezivalo Afriku i Sredozemlje.

### Himjar od 115. pr. Krista do 300. nakon Krista
U ovom periodu, Kraljevina Himjar uspjela je zauzeti susjedno Sabejsko kraljevstvo, tad je i preseljen glavni grad iz Mariba u Zafar (Rajdan). Ruševine Zafara i danas su vidljive u podnožju planine Mudavar, blizu grada Jarima. Pred kraj ovog razdoblja 
započelo je doba stagnacije i pada moći kraljevstva. Trgovina tamjanom  nije više bila tako unosna, jer su Nabatejci kontrolirali sjever i Hidžaz, a Rimljani plovidbu Crvenim morem, nakon što su pokorili Egipat, 
Siriju i arabijske  zemlje sjeverno od Hidžaza. Ono što je bilo još gore Himjar su zahvatile unutrašnje plemenske svađe i ratovi. Zbog svega gore navedenog brojne Katanske porodice (stanovnici Himjara) razmilili se i raselili po cijeloj Arabiji.

### Himjar od 300. godine do širenja Islama po Jemenu
Ovo vrijeme obilježili su veliki nemiri i brojni unutrašnji sukobi i ratovi. Sve to iskoristilo je Kraljevstvo Aksum iz prekomorske Etiopije, koja je napala na najbliže prekomorske zemlje Tihamu i Najran po prvi put 340. Aksum je vješto koristio stalne unutrašnje plemenske sukobe između Hamdan i Himjara, tako da je zauzeo jug Arabije i držao ga pod okupacijom Tihamu i Najran sve do 378., kad su jemenska plemena uspjela istjerati Aksumite. Nakon teških oštećenja brane Marib (za velikih povodnja oko (450. ili 451.) Himjar je toliko oslabio da ga je to dovelo do konačnog sloma.
Za nekoliko kraljeva Himjara se zna da su tijekom 5. stoljeća, prihvatili judaizam. Arapski poluotok bio je mjesto gdje su se prelamali interesi između kršćanskog Bizanta i zaratustričke Perzije.  
Neutralnost, i zadržavanje dobrih trgovinskih odnosa s oba dva carstva, bilo je bitno za prosperitet arabijskih trgovačkih puteva. Zbog tog neki današnji znastvenici misle da je izbor judaizma bio pokušaj zadržavanja neutralnosti. Bizantski carevi su uvijek priželjkivali da ovladaju nad Arapskim poluotokom i tako prošire svoj utjecaj, ali i da pomoću toga kontroliraju trgovinu egzotičnom 
robom i pomorski put do Indije. Bizant se nadao da će to uspjeti napraviti i bez vojničkog osvajanja, - jednostavnim obraćenjem tada poganskih Arapa na kršćanstvo, nešto slično napravili su u Etiopiji. Ali osim početnih uspjeha po sjevernim 
dijelovima Arabije, po ostaloj Arabiji imali su vrlo bijedne rezultate.
Postoji naravno i jedna povijesna legenda o širenju judaizma po Himjaru. Ona ide ovako, negdje oko 500., kralj Himjara, Abu-Kariba Asad, poduzeo je vojni pohod na sjevernu Arabiju, željevši tako suzbiti bizantski utjecaj. Njegova vojska dospjela je do Jatriba, i zauzela ga bez otpora, potom su krenuli dalje na sjever ostavljajući kraljeva sina kao upravitelja. Međutim tek što su malo odmakli do njih je dospjela vijest da su stanovnici Jatriba ubili Abu-Karibovog sina, zbog tog je očajni Abu-Karib okrenuo vojsku na grad želivši osvetiti svog sina.  Posjekao je sve palme oko grada (od tog su mještani Jatriba živjeli) i postavio dugotrajnu opsadu grada. 
Židovi Jatriba borili su se uz bok sa svojim poganskim sumještanima da obrane svoj grad. Tijekom duge opsade Abu-Karib je teško obolio. Dva židovska svećenika; Kaab i Assad dočuli su za nesreću svojih neprijatelja, otišli su u logor kralja Abu-Kariba i uz svoje medicinsko znanje uspjeli ga izliječiti, usput su ga zamolili da prekine opsadu i ponudili mu mir. Apel ove dvojice mudraca urodio je plodom, - priča nadalje govori da je Abu-Karib doista prekinuo opsadu, ali i to da je nakon toga prihvatio judaizam zajedno s cijelom svojom vojskom. 
Na njegovo inzistiranje, ta dva mudraca krenula su s njime u Himjar, da prošire judaizam. Kralj je zahtijevao od svojih podanika da prigrle judaizam, što su mnogi i učinili. Ali to nije teklo bez otpora, mnogi ipak to nisu napravili, tako da je ipak polovica ostala paganska.
Vladavina Abu-Kariba nakon njegova obraćenja na judaizam nije dugo potrajala. Ne zna se pouzdano kako je skončao, neki pretpostavljaju da su ga ubili vlastiti vojnici izmoreni njegovim stalnim ratničkim pohodima. U svakom slučaju po njegovoj smrti na tron 
se popeo paganski - Du-Šanatir.

## Jezik kraljevstva
Po Himjaru se govorio izumrli himjaritski jezik (Semitski jezik) kojim se govorilo po jugo zapadnoj Arabiji do 10. stoljeća.

## Sabejski i Himjarski kraljevi
| Ime                              | vrijeme (okvirno)   |
| -------------------------------- | ------------------- |
| Mabad                            | 115. – 100. pr. Kr. |
| Sumhuali Darih III.              | 20. – 5. pr. Kr.    |
| Damarali Vatar Juhanim           | 5. pr. Kr. - 20.    |
| Jadail Vatar II.                 | 20. – 25.           |
| Damarali Bajin II.               | 25. – 45.           |
| Karibil Vatar Juhanim I.         | 45. – 60.           |
| Damarali Darih                   | 70. – 80.           |
| Juhakam                          | 80. – 85.           |
| Karibil Bajin III.               | 85. – 90.           |
| Našakarib Juhamin I.             | 90. – 100           |
| Rabšams Nimran                   | 100. – 110.         |
| Ilšarah Jadab I.                 | 110. – 125.         |
| Vatar Juhamin                    | 125-135             |
| Sadšams Asra                     | 135. – 145.         |
| Jasir Juhasdik                   | 140-145             |
| Damali Juhabir I.                | 145. – 160.         |
| Taran I.                         | 160. – 170.         |
| ?                                |                     |
| Taran II. Jaub Juhanim           | 220. – 225.         |
| Liaz Juhanuf Juhasdik            | 225. – 230.         |
| Šamar Juhamid                    | 230. – 245.         |
| Karibil Ajfa                     | 245-265             |
| Jasir Juhanim I.                 | 275-285.            |
| Šamar Juhariš                    | 238. – 300.         |
| Jasir Juhanim II.                | 300. – 310.         |
| Damarali Juhabir II.             | 310. – 315.         |
| Taran Juhanim                    | 315-340             |
| Malkikarib Juhamin I.            | 340-345             |
| Karibil Vatar Juhanim III.       | 345-360             |
| (Hasan) Malkikarib Ju(ha)min II. | 375-410             |
| Daramar Ajman II.                | 375-410             |
| Abukarib Asad                    | 410-435             |
| Hasan Juhamin                    | 436-440             |
| Šarabil Jafur                    | 440-458             |
| Šarabil Jakuf                    | 458-485.            |
| Madikarib I. Janum               | 485-490             |
| Abd-kulalum                      | 490-495             |
| Martadilum Januf                 | 495-505.            |
| Madikarib II. Jafur              | 505-517             |
| Jusuf Asar Jatar (Du Nuvas)      | 517-525             |
| Simjafa Ašva                     | 525-536             |
| Abraha                           | 536. – 570.         |

## Pogledajte i ovo
- Sabejci
- Kraljica od Sabe
- Sabejsko kraljevstvo
- Kaljevstvo Kataban
- Kraljevstvo Hadramaut
- Jemen
- Etiopija

## Vanjske poveznice
- Yemen Expedition of the University of Heidelberg since 1998 (engl.)
- Propylaeum, UB Heidelberg  Arhivirana inačica izvorne stranice od 16. veljače 2012. (Wayback Machine) (njem.)
- Propylaeum, UB Heidelberg, O gradu Zafaru (njem.)